# Rick Dangerous 2
Rick Dangerous 2 o Rick Dangerous II (titoli usati rispettivamente sulle copertine e su schermo) è un videogioco a piattaforme realizzato dalla Core Design per Amiga, Atari ST, Amstrad CPC, ZX Spectrum, Commodore 64 e MS-DOS. È stato pubblicato nel 1990 dalla Micro Style, un'etichetta della MicroProse nel Regno Unito, ed è il sequel di Rick Dangerous del 1989. La meccanica di gioco e lo stile caricaturale sono simili a quelli del predecessore, ma questa volta l'ambientazione è fantascientifica. Rick non ha più il cappello stile Indiana Jones, ma ricorda piuttosto Flash Gordon.
Un breve livello aggiuntivo per Amiga, chiamato Rick Dangerous II½, uscì sul disco allegato alla rivista britannica The One nel gennaio 1991.
Nonostante il buon successo di critica di Rick Dangerous 2, non ci furono ulteriori seguiti. Rifacimenti non ufficiali sono apparsi per Windows e per Mega Drive.

## Trama
Rick si introduce in una grande nave spaziale di invasori robotici atterrata a Hyde Park. Preso il controllo dell'astronave, decolla e visita diversi luoghi alieni: le caverne ghiacciate di Freezia, le foreste di Vegatablia, le miniere atomiche fangose. Infine raggiunge il quartier generale di Fat Man ("grassone"), il suo storico nemico e responsabile dell'invasione, per affrontarlo come boss finale.

## Modalità di gioco
Il gioco si svolge in ambienti bidimensionali a labirinto, con scorrimento in tutte le direzioni. Ci sono 5 livelli corrispondenti ai luoghi della trama, dei quali i primi 4 possono essere affrontati in qualsiasi ordine. 
Rick può camminare in orizzontale, saltare, abbassarsi e strisciare, arrampicarsi su scalette e altre strutture verticali. Per combattere può dare pugni oppure, con una piccola riserva di munizioni, sparare in orizzontale con la pistola laser e usare bombe con detonatore a tempo. Le bombe, pericolose anche per lo stesso Rick, si piazzano a terra oppure si fanno scivolare sul pavimento, e possono servire anche a distruggere ostacoli per aprire passaggi. Sullo scenario si possono trovare ricariche delle armi e vite extra. In alcuni punti si utilizza una moto antigravità che permette di volare e di sparare con il laser.
Vari tipi di nemici pattugliano i livelli e si possono immobilizzare momentaneamente con i pugni oppure eliminare con entrambe le armi. Oltre ai robot al servizio di Fat Man, nelle varie ambientazioni si incontrano creature come boscaioli, uomini delle caverne, talpe occhialute, pinguini. Tanto Rick quanto i nemici, quando colpiti schizzano via dallo schermo sbracciandosi. Negli scenari sono presenti anche molti sistemi di difesa automatici e trappole, inizialmente laser e scosse elettriche. Colpendo i relativi interruttori è possibile spegnere alcune difese o muovere particolari piattaforme, ma alcuni possono attivare trappole.